# Bryolymnia marginata
Bryolymnia marginata là một loài bướm đêm trong họ Noctuidae.